# Râul Bascov
Râul Bascov este un afluent al râului Argeș. 

## Hărți
- Harta Județul Argeș